# Корунд (предприятие)
ООО «Кору́нд» — российское химическое предприятие в городе Дзержинск (Нижегородская область). Выпускает  цианиды, а также полимерную, полиэфирную и лакокрасочную продукцию, ранее на предприятии производился широкий спектр боевых отравляющих веществ. Основано в 1915 году. Ранее также производил синтетические корунды.

## История

### 1910—1940-е
Предприятие основано 25 сентября 1915 года как завод минеральных кислот. К октябрю 1916 года были освоены производства серной и азотной кислоты для целей изготовления с их помощью взрывчатых веществ. С 1920 года на заводе производится суперфосфат, в дальнейшем освоен выпуск глинозёма, медного купороса, глауберовой соли, сульфата аммония, красного фосфора и карбида кальция. В 1928 году запущен первый в стране цех синтеза аммиака.
В 1931 году на заводе начато производство фосгена, установка обеспечивала выпуск 4 тыс. тонн в год этого боевого отравляющего вещества, с 1940 года выпускаются также дифосген (850 тонн в год) и синильная кислота (1300 тонн в год).
Название «Корунд» предприятие получило благодаря запущенной в 1936 году первой советской установке по выращиванию искусственных корундов.

### 1940—1950-е
В 1941 году завод освоил выпуск «КС» — противотанковой самовоспламеняющейся жидкости, а также построен цех по производству цианидов для удовлетворения повысившегося спроса в данных солях для цианирования, необходимого для производства броневой стали. В годы войны был также начат выпуск калийной селитры (необходимой для изготовления чёрных порохов), трёххлористого мышьяка.
После войны снаряжение боеприпасов отравляющими веществами прекращено, и основные мощности по их производству постепенно свёрнуты, но производство фосгена для использования его в качестве химического сырья продолжалась и после войны.
В 1950-е годы на заводе синтезирован ПАСК — первый советский противотуберкулезный препарат второго ряда. К этому же времени относится создание технологии получения гексахлорана, изготовление первых искусственных кристаллов тёмно-красного рубина, александритов, сапфиров, аметистов и топазов для ювелирной промышленности.
Отмечается, что во время войны и после на заводе не соблюдались базовые нормы безопасности, цеха и прилегающие территории постоянно подвергались химическому загрязнению, а сброс в Оку загрязненных сточных вод на 1952 год оценивался в объёме в количестве 1700 м³/ч.

### 1960—1980-е
C 1960-х годов завод производит нитепроводники для текстильной промышленности.
В 1970-е годы построен цех по производству бытовой химии, введены в эксплуатацию производства жидкого сернистого ангидрида, жёлтой синькали, карбамида, порофоров и синтетических моющих средств. В 1971 году начат выпуск сырья для получения пенополиуретанов — полиизоцианат, а с 1978 года завод сам начал производить пенополиуретановые эластичные композиции для автомобильной и мебельной промышленности. Также, с 1974 года завод осваивает серийный выпуск лазерных рубинов.
С 1980-х годов на заводе выпускаются блочный пенополиуретан и полимерные трубы.

### Постсоветский период
После нескольких лет в частной собственности, в 1997 году контрольный пакет акций «Корунда» был возвращён государству. Завод находился в сложном экономическом положении. В 2004 году завод был куплен структурами Якова Голдовского. С новыми владельцами завода связывают инициативу 2005 года по повышению импортных пошлин на цианид натрия, эти меры вызвали негативную реакцию со стороны основных потребителей цианида натрия — золотодобывающих предприятий.
В 2006 году на предприятии начато производство лаков, инвестиции в создание новых мощностей составили 300 млн рублей.
По состоянию на 2011 год предприятие производит цианиды, полимерные трубы, фосген, пенополиуретаны, искусственные корунды, сложные полиэфиры, краски и эмали — всего около 100 наименований химической продукции.